# Afşar, Bala
Afşar là một xã thuộc huyện Bala, tỉnh Ankara, Thổ Nhĩ Kỳ. Dân số thời điểm năm 2011 là 2.618 người.